# Acanthagrion latapistylum
Acanthagrion latapistylum är en trollsländeart som beskrevs av Philip Powell Calvert 1899. Acanthagrion latapistylum ingår i släktet Acanthagrion och familjen dammflicksländor. Inga underarter finns listade i Catalogue of Life.